# Mikó Imre gróf emlékezete Erdélyben

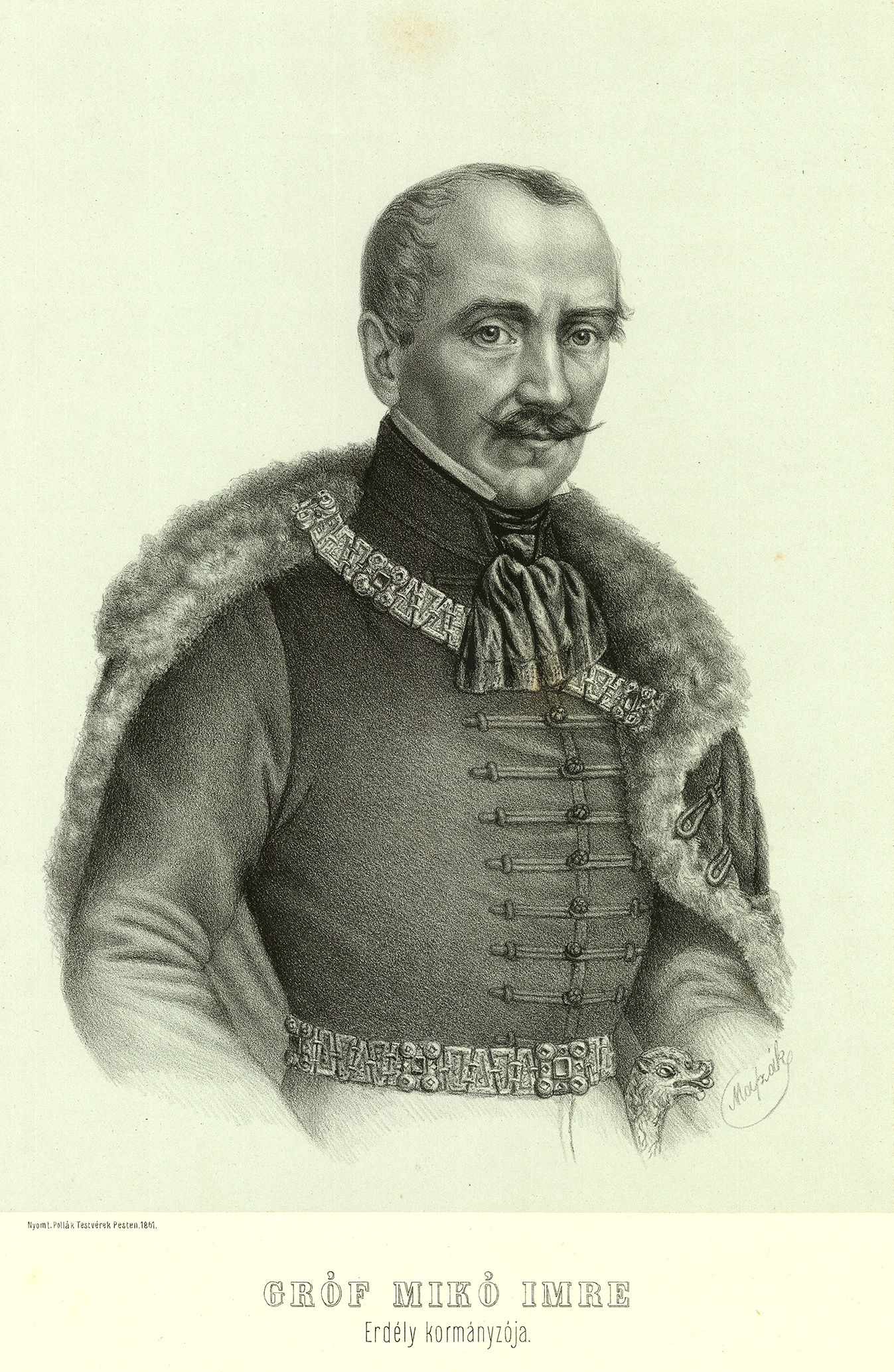
Gróf Mikó Imre Erdély kormányzója

Mikó Imre gróf emlékezete Erdélyben – Hídvégi gróf Mikó Imre (1805-1876) művelődéspolitikus, az agyagfalvi székely nemzetgyűlés elnöke (1848), Erdély főkormányzója (1861), közmunka- és közművelődésügyi miniszter (1867-1870), az MTA tagja, az Erdélyi Gazdasági Egyesület megalapításával (1844), az elpusztított nagyenyedi Bethlen Gábor Kollégium helyreállításában vállalt szerepével, az Erdélyi Múzeum-Egyesület létrehozásával (1859) s a róla elnevezett sepsiszentgyörgyi Református Kollégium megteremtésével (1859) könyvtárak és levéltárak felállításával s a kolozsvári színház felújításával írta be nevét az erdélyi magyarság történetébe.

## 1918 előtt
Az Erdélyi Történelmi Adatok három kötetének (1855-1858) szerkesztője és kiadója, Debreczeni Márton A kióvi csata c. hőskölteményének kiadója, valamint Bod Péter és Benkő József életrajzírója. Sokoldalú kezdeményezései közt szerepelt a vasúthálózat kiépítésének fejlesztése is.
Már életében verssel köszöntötte Kolozsvárt Perlaky László (1856), s Széchenyi halálakor írt Gróf Mikó Imréhez c. ódájában Tompa Mihály arra bátorítja: „Ragadd gyorsan, Erdély Széchenyije – Ragadd kezedbe a szent lobogót!” (1860). Kultusza új erőre kap, amikor emléktáblát lepleznek le a zabolai Mikó-kastélyon (1905) s felállítják mellszobrát a kolozsvári Mikó-kertben, majd Péter Mózes szerkesztésében megjelenik Sepsiszentgyörgyön egy Mikó-emlékkönyv is (1906). Demeter Béla, a Székely Mikó Kollégium tanára Mikó Imre irodalmi működése c. alatt az iskola értesítőjében hívja fel a figyelmet az alapítóra (1909). Ugyanebben az évben szerkeszti meg Erdélyi Pál az ötvenéves EME jubileumi emlékkönyvét, mely méltóképpen emlékezik meg az alapítóról is.

## 1918 után
A közbejött első világháború s az EME tevékenységének 1919-ben az államfordulattal bekövetkezett korlátozása, nemkülönben a már kinyomtatott ívek egy részének pusztulása miatt a kötet csak 1942-ben jelenik meg Szabó T. Attila zárószavával, mintegy „elkésett izenetként” jelenítve meg a Mikó Imrével kapcsolatos emlékanyagot. Az Emlékkönyv III. részében cikkek mutatják be a hídvégi Mikó család történetét, s Bodrogi János a nagyenyedi Bethlen Kollégium, Csutak Vilmos a sepsiszentgyörgyi iskolaalapítás emlékeit idézi fel. Gidófalvy István Mikó Irányeszmék c. munkáját értékeli, Tokaji László dokumentumokkal szemlélteti az EGE-alapító földpolitikáját, Dézsi Lajos pedig Gróf Mikó Imre az irodalomért c. tanulmányával járul hozzá a teljes Mikó-képhez. Kovács Dezső ugyanitt Mikó levelezéséből ad szemelvényeket. A kötet közli a jeles közművelődési alapító hátrahagyott intelmeit Ádám fiához, melyben tételként szerepel a nemzetiség legfőbb jegyének, az anyanyelvnek az ápolása, elítélve a világpolgárság "mindent egybeolvasztó, de a nemzetiséget feloszlató eszméjé"-t.
1940 után Jancsó Elemér idézte fel újra a nagy művelődéspolitikus emlékét a Hitel, Ellenzék, Szellem és Élet, Erdélyi Múzeum hasábjain (1940-44), de az Intelmeknek az Erdélyi Ritkaságok-sorozat számára tervezett kiadása elmaradt, s így az 1944-es változások után csak újraközlésben találkozhatott az olvasó a Jancsó-féle összegezéssel (1972).
Amikor 1947-48-ban feloszlatták az EMGÉ-t, államosították a régi iskolákat, majd amikor a könyvtárak és levéltárak államvédelmi ellenőrzés alá kerültek és a magyar történelmi önismeret ápolása egyre több akadályba ütközött, elhalványult  Mikó Imre gróf emlékezete is. Örvendetes kivételként hat Vita Zsigmond Hídvégi Mikó Imre jelmondata és könyvtára c. közlése A Hétben (1980).
Csak a Ceaușescu-diktatúra 1989-es bukása után kerülhetett sor arra, hogy Mikó Imre gróf emlékezete újra feléledjen, s újraindulhatott az EME tevékenysége is. Sepsiszentgyörgyi híres iskolája visszakapta nevét, zabolai kastélyát restaurálták s előtte ünnepélyesen felavatták mellszobrát, Petrovits István művészi alkotását (1991).